# 西屋制動公司
西屋制动公司（英語：Wabtec Corporation，其名乃來自西屋氣軔科技公司，Westinghouse Air Brake Technologies Corporation），是一家美国公司，由西屋氣軔公司（WABCO）和移動動力工業公司（MotivePower Industries Corporation）于1999年合併而成。总部位于宾夕法尼亚州的匹兹堡。
Wabtec的產品用于鐵路机车，货车和客车，并製造功率高達4000匹馬力的MPI MPXpress 柴電機車。
本公司于2019年2月25日与奇異运输（GE Transportation）合并。

## 历史
该公司的历史可以追溯到1869年成立的西屋氣軔公司。西屋氣軔公司（也称为WA＆B，后称WABCO）在1990年通过管理层收购而独立，并于1995年上市。 西屋氣軔公司衍生出的另一家公司，WABCO车辆控制系统公司（WABCO Vehicle Control Systems），與Wabtec各自獨立運作，現為采埃孚所有。 
Wabtec的另一家原始公司，移動動力工業公司，歷史可以追溯到1972年 ，莫里森·努森（ Morrison Knudsen）集团成立了MK铁路部门，并在博伊西购买了制造工厂。 1994年，莫里森·努森集團创建了子公司MK铁路公司（MK Rail Corporation）；MK铁路集团藉由收购其他机车零件公司而扩大了规模。  1996年，MK Rail集团由母公司莫里森·努森集團分離，改名為移動動力工業公司（MotivePower Industries Corporation）。 在1990年代下半叶，又收购了更多机车零件公司。  現在則為Wabtec的全资子公司，继续制造鐵路机车。
2018年5月21日，GE和Wabtec確認以111億美元的价格合併GE Transportation与Wabtec，並在2019年2月25日完成，Wabtec股东持有合并后公司的50.8％股权，GE股东持有24.3％，GE本身則持有24.9％。 

## 英国
Wabtec Rail Limited是一家铁路工程公司，总部位于英格兰南约克郡唐卡斯特。業務包括铁路车辆及其组件的检修和修理。 公司所在地曾為原英國鐵路工程公司的一部分。